# جون موراي (عسكري)
جون موراي (بالإنجليزية: John Murray)‏ هو عسكري أسترالي، ولد في 26 أبريل 1892 في سيدني في أستراليا، وتوفي في 8 سبتمبر 1951 في Concord, New South Wales ‏ في أستراليا.